# S-tog (1. generation)
1. generations S-tog er den første type S-tog, der blev leveret til DSB i fem omgange med visse ændringer undervejs fra 1933 forud for S-banens åbning året efter og frem til 1963. Oprindelig oprangeredes de med to motorvogne (litra MM) og en mellemvogn (litra FM), men senere gik man over til oprangering med lige mange motorvogne og styrevogne (litra FS)/mellemvogne uden motor. Frichs A/S leverede motorvognene og Scandia i Randers leverede mellemvogne og styrevogne uden motor. Da det er nødvendigt for lokomotivføreren, at kunne styre alle togets funktioner fra alle førerrum, er der mellem togsættene 3 koblingskabler, så alle motorvogne trækker. 
Togene adskilte sig fra alle senere ved, at førerrummet kun optog den halve vognbredde. Det indebar muligheden for at sidde i forenden af toget. 
Denne generation blev udrangeret i 1978, da alle 2. generations S-tog var leveret. De yngste vogne kunne ganske vist godt have kørt nogle år endnu, men typen var på det tidspunkt aldeles forældet. Et trevognstog bestående af vogne fra 1933 blev bevaret og kom efter endt restaurering ud at køre igen som veterantog i 1990'erne. Toget kørte for sidste gang i 2003, hvorefter DSB har besluttet ikke at holde togene køreklar i fremtiden. Den ene motorvogn, MM 718, er efterfølgende udstillet på Danmarks Jernbanemuseum, mens den anden motorvogn og mellemvognen blev sat i depot. Mellemvognen blev skrottet i 2018.